# Municipio 4 Kannapolis
El municipio 4 Kannapolis (en inglés: Township 4, Kannapolis) es un municipio ubicado en el  condado de Cabarrus en el estado estadounidense de Carolina del Norte. En el año 2010 tenía una población de 42.072 habitantes.

## Geografía
El municipio 4 Kannapolis se encuentra ubicado en las coordenadas 35°28′43.5″N 80°37′28.24″O / 35.478750, -80.6245111.